# Семінол (округ, Оклахома)
Шаблон:StateAbbr_ 35°10′ пн. ш. 96°37′ зх. д. / 35.17° пн. ш. 96.61° зх. д.
Округ Семінол (англ. Seminole County) — округ (графство) у штаті  Оклахома, США. Ідентифікатор округу 40133.

## Історія
Округ утворений 1907 року.

## Демографія
За даними перепису 2000 року загальне населення округу становило 24894 осіб, зокрема міського населення було 8747, а сільського — 16147. Серед мешканців округу чоловіків було 12010, а жінок — 12884. В окрузі було 9575 домогосподарств, 6793 родин, які мешкали в 11146 будинках. Середній розмір родини становив 3,05.
Віковий розподіл населення поданий у таблиці:
| Стать    | До 15 років | 15-21 | 22-29 | 30-39 | 40-49 | 50-65 | 65-85 | Понад 85 |
| -------- | ----------- | ----- | ----- | ----- | ----- | ----- | ----- | -------- |
| Чоловіки | 2683        | 1388  | 1017  | 1464  | 1703  | 2025  | 1579  | 151      |
| Жінки    | 2643        | 1316  | 1040  | 1535  | 1795  | 2116  | 2008  | 431      |

## Суміжні округи
- Окфаскі — північний схід
- Г'юз — схід
- Понтоток — південь
- Поттаватомі — захід

## Виноски
1. ↑  U.S. Decennial Census. United States Census Bureau. Процитовано 22 лютого 2015.
2. ↑  Historical Census Browser. University of Virginia Library. Архів оригіналу за 30 травня 2019. Процитовано 22 лютого 2015.
3. ↑  Forstall, Richard L., ред. (27 березня 1995). Population of Counties by Decennial Census: 1900 to 1990. United States Census Bureau. Процитовано 22 лютого 2015.
4. ↑  Census 2000 PHC-T-4. Ranking Tables for Counties: 1990 and 2000 (PDF). United States Census Bureau. 2 квітня 2001. Процитовано 22 лютого 2015.
5. ↑  State & County QuickFacts. United States Census Bureau. Архів оригіналу за 6 червня 2011. Процитовано 13 листопада 2013. [Архівовано 2011-06-06 у Wayback Machine.](англ.) Наведено за англійською вікіпедією.
6. ↑  American FactFinder. Бюро перепису населення США. Архів оригіналу за 26 лютого 2012. Процитовано 31 січня 2008. [Архівовано 2008-05-21 у Wayback Machine.]

| США | Це незавершена стаття з географії США. Ви можете допомогти проєкту, виправивши або дописавши її. |